# Liborio de Ramery
Liborio de Ramery y Zuzuarregui (Fuenterrabía, 23 de julio de 1833-San Sebastián, 3 de enero de 1894) fue un político español que gozó de prestigiosos cargos en la gobernación colonial de las Islas Filipinas. De regreso a la Península, en 1891 fue elegido diputado a Cortes con el Partido Integrista por el distrito de Zumaya.
Fue tío de Juan de Olazábal y Ramery, jefe del Partido Integrista tras la muerte de Ramón Nocedal. 

## Biografía
Era hijo de Meliton de Ramery y de Rita de Zuzuarregui, de muy hidalga estirpe ambos. Por su cuna, Liborio de Ramery pertenecía la alta nobleza guipuzcoana. Sus padres tuvieron que emigrar a Hendaya durante la primera guerra carlista, poco después de nacer Liborio, y en esta villa francesa pasó sus primeros años.
Vuelto a España, hizo sus primeros estudios en el afamado Colegio de los señores Fano, de Tolosa, pasando luego a cursar su carrera de Derecho, Filosofía y Letras y de Administración en las Universidades de Oñate, Zaragoza, Valladolid y Madrid, sacando en todos los centros docentes que frecuentó notas brillantísimas, y llevando siempre una conducta ejemplar.
Se licenció en jurisprudencia en Madrid, expidiéndosele el título a 14 de julio de 1858 por unanimidad de votos, teniendo además ganados y aprobados los cinco cursos académicos que constituían la Facultad de Filosofía y sección de Administración.
De regreso a su región natal, y después de viajar por ella estudiando su historia, costumbres y legislación, marchó a Filipinas en 1860, siendo nombrado por Real Decreto de 7 de mayo, Teniente Gobernador de la provincia de Zamboanga.
Desde entonces empezó su carrera en Filipinas, tanto en la magistratura como en el foro. Por Real Decreto de 24 de agosto de 1860 fue nombrado Alcalde mayor de la mencionada provincia, y el 31 de octubre del mismo fue destinado de Teniente Gobernador en comisión, a la provincia de Nueva Vizcaya, cargo en el que cesó el 7 de marzo de 1861.
Por Decreto de 19 de febrero de 1861 fue de Alcalde mayor en comisión a la provincia de Mindoro, tomando posesión en 14 de abril y cesando el 1 de agosto.
Nuevamente se le destinó con el empleo de Alcalde mayor en comisión a la provincia de Nueva Vizcaya, cuyo nombramiento lleva la fecha del 9 de agosto de 1861, cesando en 9 de julio del 62, por haber sido ascendido por Decreto de 30 de junio del mismo año al importante puesto de Teniente Fiscal en comisión, de la Real Audiencia-Chancillería de Manila.
El 16 de marzo de 1863 fue premiado con el importante cargo de Fiscal en comisión del Tribunal Superior Territorial de Cuentas de las Islas Filipinas, y en propiedad, por Real Decreto de 19 de mayo del citado año.
Según Pedro Manuel de Soraluce, la manera, la prueba del modo como desempeñó los diferentes cargos citados, quedaba constatada en las comunicaciones fechadas en Madrid, de 22 de mayo, 12 de agosto y 7 de octubre de 1864, del Fiscal del Tribunal de Cuentas del Reino, en su carácter de Jefe superior jerárquico, después de enaltecer sus servicios, decía que aprobaba completamente su espíritu y conducta; que es completa su satisfacción por el celo y la inteligencia que había desplegado en las cuestiones suscitadas, y finalmente, aparte de otros plácemes, le excitaba a que continuase con celo y perseverancia por el mismo buen camino.
Cesó en el cargo de Fiscal del Tribunal de Cuentas de Filipinas cuando se suprimió el mismo, constando oficialmente que no obtuvo nunca licencias temporales, que ningún día dejó de asistir a la oficina y que ni tiene suspensiones, prevenciones, correcciones, amonestaciones, apercibimientos y multas que se le hayan impuesto por autoridad competente.
La Real Sociedad Económica Filipina de Amigos del País, en su sesión celebrada el 16 de agosto de 1862, le nombró socio de número.
Igualmente la Junta directiva de las Obras Pías, en 26 de enero de 1863, le confirió el honroso cuanto difícil encargo de redactar una Memoria sobre los antecedentes de aquellas, trabajo histórico-administrativo de muchísimo interés y valor. En este trabajo, la Junta directiva pedía a Ramery, que con el objeto de ilustrarle en su alta inspección, deseaba conocer el origen histórico de todas las Obras Pías de Filipinas desde el tiempo de Legazpi; importe de fondos en sus distintas épocas, quebrantos que hubiesen sufrido y cantidades fijas que aportaron, créditos que se considerasen buenos o incobrables y todas las demás prudentes observaciones que pudieran deducirse de un examen prolijo de documentación y de las condiciones de un trabajo histórico-administrativo de valía tal.
El 25 de febrero de 1863 fue nombrado abogado defensor del Gobierno superior civil de Filipinas y por otro decreto vocal de la comisión permanente de Censura de libros.
Por acuerdo de la Real Sociedad Económica de amigos del País, de 14 de agosto de 1863, se le designó y nombró para que la representara en la Junta de Obras Públicas, mereciendo también, pues tal era la legítima gran influencia que iba adquiriendo, que la Excelentísima Visita del convento hospital de San Juan de Dios, en 23 de diciembre del mismo año le expidiera el título de vocal de la Comisión Exterior de dicho establecimiento pío, destinándole poco después la Junta directiva a la sección de Letrados.
El año siguiente de 1864 entró a formar parte de la Comisión superior de Instrucción primaria, recientemente creada, teniendo en 25 de mayo el alto honor de haber sido nombrado presidente de la Comisión encargada de informar sobre la conveniencia o inconveniencia de la supresión del Gobierno político-militar de la provincia de Nueva Vizcaya y creación en su lugar de dos comandancias, con otras reformas de importancia.
Por el Gobierno superior de Filipinas se le nombró en 8 de agosto de 1864 vocal de la Comisión encargada de examinar la parte que pudiera ser aplicable al Archipiélago, del plan de estudios de Cuba (R. O. 27 de julio de 1863), asunto delicadísimo y de mucha trascendencia para el porvenir de España en aquellas islas.
De acuerdo con Soraluce, Liborio de Ramery fue uno de los individuos que descollaron en primera línea en la Sociedad Económica de amigos del País, como probaban documentos oficiales en que se evidenciaba que dicha corporación que tan gran influencia ejercía en Filipinas, lo elegía siempre para que la representase en casi todos los asuntos donde había mucho que estudiar y trabajar, nombrándolo también su delegado cerca de las diferentes Juntas y corporaciones oficiales de Manila.
La Real Sociedad Económica de amigos del País recompensó dignamente todos sus servicios proclamándolo su vice-censor en sesión de 9 de diciembre de 1864.
Suprimido el Tribunal de Cuentas de Filipinas le propusieron el capitán general y las autoridades superiores para un importantísimo cargo que no aceptó por modestia y desinterés, solicitando en cambio permiso, que al fin le fue concedido para poderse dedicar á su profesión de abogado.
Según militares, magistrados y marinos que habían estado en el archipiélago Filipino, el bufete de abogados de Liborio de Ramery gozaba de gran prestigio en Manila y era uno de los más acreditados.
Fue el abogado de las grandes casas de comercio, banca y navegación, y de las sociedades mercantiles más importantes de la Isla, y el defensor de casi todos los generales y altos funcionarios en sus juicios de residencia.
De tal manera era buscada su influencia y su consejo, que desempeñó innumerables comisiones y servicios ordinarios y extraordinarios hasta su regreso a Europa.
En las islas Filipinas fueron sus mejores relaciones las Órdenes Religiosas y muy especialmente los Jesuitas, con quienes pasaba sus mejores ratos de ocio, poseyendo estrechísima amistad con los padres Colina, Cuevas y Beltrán.
Debido a su rectitud y desinterés, a pesar de tener derecho a ello, no quiso cobrar retiro, no obstante sus años de servicios ordinarios y extraordinarios en Ultramar y enfermedad contraída en el ejercicio de su cargo, porque creía que en estricta conciencia no le correspondían los derechos pasivos.
El 7 de febrero de 1874 se embarcó para Europa, visitando a su regreso los Santos Lugares con gran fe y devoción, recibiendo los Sacramentos de penitencia y comunión, y mandando decir gran número de misas por el alma de su madre, recientemente fallecida.
En unión de sus hermanas y de sus sobrinos, pertenecientes a la familia guipuzcoana de Olazábal, vivió Liborio Ramery en Ciboure, cerca de San Juan de Luz (donde residía su familia, emigrada a causa de la tercera guerra carlista), con temporadas en Madrid, hasta el año de 1885, «dedicándose constantemente a la defensa de la Religión y de los Fueros, y siendo el verdadero padre de una familia ejemplar, por sus virtudes, su modestia y su alcurnia».
Construida la hermosa casa de campo de Mundaiz, sobre el recodo que forma el Urumea, cuyas aguas lamen los límites de dicha señorial propiedad, situada en la entrada al pintoresco valle de Loyola, la ilustre familia de Olazábal-Ramery, se trasladó definitivamente a San Sebastián.
Liborio Ramery renunció a cuantas condecoraciones y honores para que fue propuesto, pero en cambio, lo que le agradaba en extremo y con justicia sobrada, aparte de ser de la V. O. T. de San Francisco y Sociedad de San Vicente de Paúl (parroquia de San Ignacio de Loyola), era formar parte entre otras de las cofradías de Nuestra Señora del Carmen, Concepción, San José y Sagrado Corazón.
Poseía el título de Miembro de honor y Recaudador general en España de Nuestra Señora de Loreto, y la Carta de Hermandad de la Venerable Orden de Capuchinos de San Francisco.
En Guipúzcoa sus estrechas amistades entre el clero regular las tenía con los capuchinos de Fuenterrabía y los jesuitas de Loyola.
Colaboró en diferentes revistas y periódicos, dedicándose a los estudios histórico-sociológicos, hacia los cuales sentía verdadera predilección. Escribía sin pretensión alguna, de una manera sencilla y clarísima, sin vanas retóricas. Se interesó por la arqueología y realizó estudios y meditaciones sociológico-históricas acerca del país vasco.

### Participación política
Pertenecía al partido carlista, pero se separó del mismo en 1888 para adherirse a la escisión integrista de Ramón Nocedal, con quien le unió una estrecha amistad y al que ayudó en los trabajos de organización y propaganda de su partido. Con él formó parte de la Junta Central, como Secretario general, y trabajó en la fundación de la Asociación integrista de Madrid y de otros centros no menos importantes.
En San Sebastián siguió constantemente Liborio, como siempre, dedicado a sus trabajos en pro del Catolicismo y los Fueros, y obras de caridad, siendo el celoso y desinteresado abogado-consultor de gran número de comunidades religiosas de esta ciudad y de la región vasco-navarra, y sin disputa una de las personas de mayor influencia y más legítimo prestigio de Guipúzcoa; pero se negó constantemente a formar parte de las corporaciones populares y representación en el Congreso y Senado, con lo que se le brindó gran número de veces, desde que regresó de Filipinas, habiendo aceptado únicamente en las elecciones legislativas de 1891 el ser proclamado diputado a Cortes por Zumaya.
En el Parlamento ayudó a Nocedal en sus trabajos, firmando cuantos proyectos de ley, proposiciones y enmiendas presentó. Anunció al Gobierno una interpelación sobre el hecho de permitirse en la Universidad de Madrid una cátedra de krausismo, de fundación particular, interpelación que no pudo explanar a causa de haber señalado el Gobernador día para hacerlo.
Mientras desempeñó aquel cargo trabajó asiduamente por el bien de su distrito, interesándose por todos los asuntos que podían afectarle, y ayudando a sus autoridades y habitantes en cuantas reclamaciones tuvieron que hacer en Madrid en las altas esferas del Gobierno. Acompañó a Nocedal en cuantos viajes hizo por Guipúzcoa, y aunque no le gustaba destacar, tomó parte en las reuniones públicas de Azpeitia y Oyarzun, pronunciando elocuentes discursos, en que hizo resaltar la nota religiosa y la nota vascongada y fuerista.

## Obras
- El Liberalismo y los Fueros bascongados (1896), recopilación póstuma de sus artículos en El Fuerista de San Sebastián